# Plaque occlusale

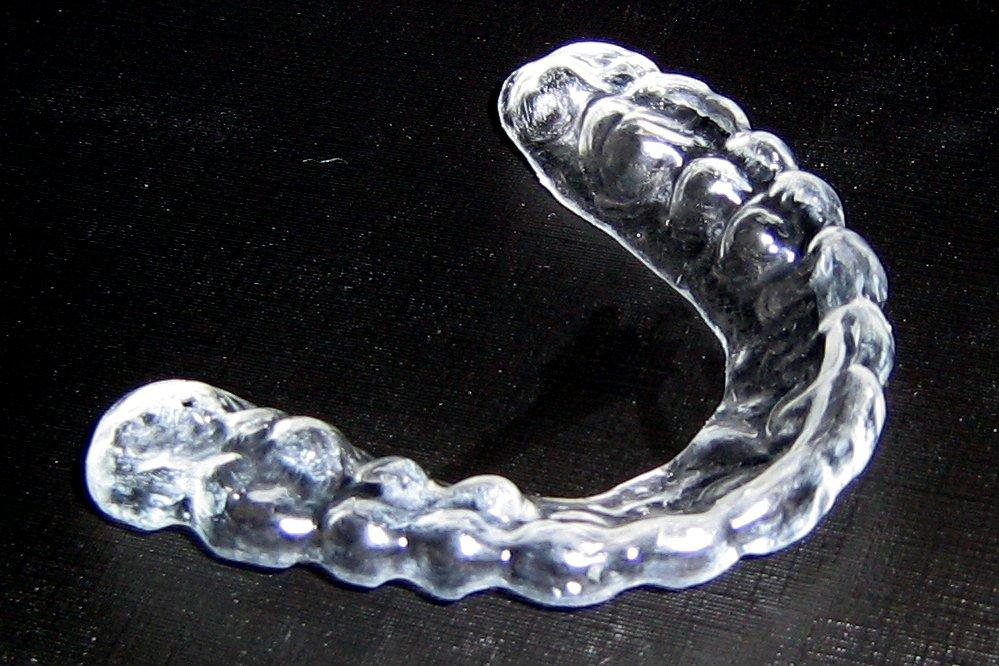

La plaque occlusale, également appelée gouttière occlusale, aligneur orthodontique ou aligneur dentaire, est un appareil dentaire provisoire, entièrement réalisé au laboratoire dentaire, transparente ou opaque, en résine, dure ou molle. Dans le dernier cas, il s'agit de fines plaques préformées industriellement, puis thermoformées sur des modèles en plâtre des arcades dentaires du patient.
La plaque occlusale ne doit jamais être confondue avec un « plan de morsure rétro-incisif » (PMRI), appareil transitoire en résine transparente, dure et autopolymérisable. Il est porté exclusivement à la mâchoire supérieure et essentiellement confectionné en bouche dans le but de traiter efficacement les dysfonctions buccales (PMRI et PMRI-PO). Au traitement occlusal succède une prothèse fixe permanente en métal ou en porcelaine ; pour être aussi résistante dans le temps que l'émail des dents naturelles antagonistes (syn. dents opposées). Voir : déglutition atypique.